# Zoran Lilić

Zoran Lilić, 1995

Zoran Lilić (serbisch-kyrillisch Зоран Лилић; * 27. August 1953 in Brza Palanka, Jugoslawien) ist ein serbischer Politiker und ehemaliger Präsident von Jugoslawien.
Er war Abgeordneter der Sozialistischen Partei Serbiens im serbischen Parlament und wurde später der Parlamentsvorsitzende. Er wurde am 25. Juni 1993 Präsident der Bundesrepublik Jugoslawien als Nachfolger von Dobrica Ćosić. 1997 trat er bei der Wahl zum serbischen Präsidenten an, verlor jedoch im zweiten Wahlgang. Im April 1999 wurde er im Kabinett von Slobodan Milošević Berater für ausländische Wirtschaftsbeziehungen. Er trat im August 2000 von all seinem Ämtern zurück und gründete die serbische sozialdemokratische Partei.
2008 wurde er Vorsitzender im Aufsichtsrat von „JP Putevi Srbije“.